# Relazioni bilaterali tra Italia e Cina
Le relazioni bilaterali tra l'Italia e la Cina hanno inizio formalmente il 6 novembre 1970. La notizia del riconoscimento da parte dell'Italia della Repubblica Popolare Cinese e la conseguente rottura delle relazioni formali con la Repubblica di Cina di Taiwan spinsero altri paesi europei come Austria e Belgio a prendere in considerazione decisioni simili.

## Rappresentanze
I due Paesi hanno stabilito le proprie rappresentanze diplomatiche nel 1970.

### Rappresentanza italiana presso la Repubblica Popolare Cinese
La Repubblica Popolare Cinese ospita l'ambasciata italiana a Pechino, tre consolati generali a Canton, Chongqing ed Hong-Kong, ed un consolato generale di prima classe a Shanghai. L'Istituto nazionale per il Commercio Estero è presente dal 1964 nella capitale e nelle città sede di consolato, in rappresentanza e tutela delle imprese italiane in Cina.

### Rappresentanza cinese presso la Repubblica Italiana
L'Italia ospita l'ambasciata della Repubblica Popolare Cinese a Roma e due consolati generali: a Milano e a Firenze.
La giurisdizione consolare del Consolato generale di Milano comprende la Lombardia, Piemonte, Veneto e Emilia-Romagna.
Toscana, Umbria, Marche e Liguria sono di competenza del Consolato generale di Firenze.
Il resto del territorio italiano è sotto la giurisdizione consolare dell'Ambasciata.

## Rapporti politici
Già nel febbraio del 1951, l'Italia ponderò il riconoscimento della Cina comunista, e Carlo Sforza preparò addirittura un telegramma in cui riconosceva la Cina comunista ed esprimeva la sua intenzione di stabilire rapporti bilaterali, invitando Zhou Enlai a rivolgersi ad Ezio Mizzan come incaricato d'affari. Quest'ultimo, visto anche che l'Italia non si decideva a chiudere la propria ambasciata a Nanchino, nonché i suoi consolati in Cina, aveva spinto per una scelta ferma tra il riconoscimento della Cina comunista e la troncatura completa dei rapporti, con la chiusura dell'ambasciata e di tutti i consolati e il rientro dei diplomatici italiani in patria. L'Italia, alla fine, decise di non riconoscera la Repubblica Popolare Cinese, procedendo con l'incenerimento degli archivi e la chiusura dell'ambasciata. La rete diplomatica tra Italia e Cina, iniziata con Marco Polo e inaugurata ufficialmente nel XIX secolo, veniva quindi troncata completamente.
Già nell'ottobre 1955 Pietro Nenni, che allora era Segretario Generale del Partito Socialista Italiano si recò in visita a Pechino, venendo ricevuto da Mao Tse-Tung. Nel 1964, il Consiglio Cinese per la Promozione del Commercio Internazionale e l'ICE, l'Istituto nazionale per il Commercio Estero, siglarono un accordo attraverso il quale stabilirono nelle relative capitali un ufficio di rappresentanza.
Il Partito Comunista Italiano invitò rappresentanti cinesi a partecipare al suo congresso del 1969, l'invito, tuttavia, venne declinato dai cinesi.
La questione relativa al riconoscimento della Cina presentava diverse complessità politiche e diplomatiche.
La Repubblica Popolare Cinese non faceva parte dell'ONU a causa dell'opposizione statunitense, e l'Italia fino ad allora riconosceva formalmente solo la Repubblica di Cina, paese che, per via delle rivendicazioni riguardanti la propria sovranità sull'intero territorio cinese, era considerato ostile dalla Repubblica Popolare Cinese, rendendo incompatibile la sussistenza di relazioni formali con quei paesi che ne riconoscevano la legittimità.
Nel gennaio 1969, divenuto Ministro degli esteri, Nenni presentò la proposta per il riconoscimento della Repubblica Popolare Cinese. A febbraio del 1970 i due paesi nominarono i rispettivi ambasciatori: per la Cina Shen Ping (沈平), che aveva servito come incaricato d'affari cinese a Londra, e per l'Italia Folco Trabalza, ambasciatore italiano a Belgrado dal 1967. Quasi contemporaneamente, la Repubblica di Cina comunicò la cessazione dei rapporti bilaterali con l'Italia. Il 25 ottobre 1971, con la risoluzione 2758 (XXVI) l'assemblea generale delle Nazioni Unite riconobbe i rappresentanti della Repubblica Popolare Cinese come "l'unico rappresentante legittimo della Cina alle Nazioni Unite" ed espulse i rappresentanti della Repubblica di Cina di Chiang Kai-shek.

### Pandemia di COVID-19
Nel marzo 2020, il canale televisivo statale cinese CGTN e il tabloid cinese Global Times (prodotto dal quotidiano ufficiale del Partito Comunista Cinese) sono stati accusati di aver tentato di diffondere una campagna di disinformazione secondo cui il COVID-19 potrebbe aver avuto origine in Italia.
Il 13 marzo 2020, la Cina ha inviato in Italia forniture mediche, tra cui maschere e respiratori, insieme a un team di personale medico cinese per aiutare l'Italia a combattere la pandemia di COVID-19. Non si trattava di donazioni, ma piuttosto di prodotti e servizi pagati. Il primo ministro italiano Giuseppe Conte ha ringraziato la Cina per il suo sostegno e assistenza. Tuttavia, nell'aprile 2020, è stato riferito che i kit di DPI venduti dalla Cina all'Italia erano gli stessi che l'Italia aveva precedentemente donato alla Cina durante la diffusione iniziale del Coronavirus in Cina.
Nel maggio 2020, i portavoce ufficiali cinesi hanno twittato video di italiani che cantavano "Grazie, Cina" con l'inno nazionale cinese in sottofondo. L'analisi del video ha rivelato che il video era alterato e ha sollevato preoccupazioni sulle attività di propaganda cinese nell'Unione europea, tra cui l'esortare i funzionari europei a elogiare la Cina e i tentativi di minare la risposta dell'Europa alla crisi e proiettare Cina e Russia come le uniche con una strategia robusta per combattere il COVID-19.

## Rapporti economici
L'Italia è per volume d'affari, tra i paesi dell'Unione europea, il quinto partner commerciale della Cina.
I prodotti che l'Italia importa dalla Repubblica Popolare Cinese sono principalmente componenti meccanici ed elettronici, prodotti tessile e dell'abbigliamento, metalli e prodotti in metalli, prodotti chimici (incluse materie plastiche, gomme e prodotti derivati), borse, calzature, autoveicoli. Lungo la direttrice opposta i prodotti che la Cina importa dallo Stivale sono prevalentemente macchinari industriali, attrezzature, prodotti chimici, pelli animali e articoli di pelletteria, nonché strumenti ottici e farmaceutici.
Tra il 1979 ed il 2003, sono stati 2136 i progetti sviluppati da imprese italiane in Cina, corrispondenti ad un valore contrattuale totale di circa quattro miliardi di dollari. Ampia rilevanza nel rapporto economico tra i due paesi va riconosciuta agli scambi tecnologici che tra essi intercorrono: dal 1981 alla fine del 2003, Italia e Cina hanno siglato 2098 contratti sull'introduzione di tecnologie innovative, per un valore di quasi dieci miliardi di dollari.

## Cooperazione

### Il Comitato intergovernativo Italia - Cina
Istituito nel 2004, in occasione della visita a Roma di Wen Jiabao, primo ministro cinese, il Comitato intergovernativo Italia-Cina è l'organismo di coordinamento delle relazioni bilaterali tra i due paesi. Presieduto da i due ministri degli esteri il comitato svolge la cruciale funzione di interconnessione tra le amministrazioni e gli enti (sia privati che pubblici), che in entrambi i Paesi operano per lo sviluppo delle relazioni bilaterali. Il Comitato Governativo ha infine un ruolo di supervisione ed orientamento riguardo a tutti i progetti e alle iniziative economiche che coinvolgono i due Stati.

### Cooperazione militare
Dalla fine della seconda guerra mondiale i rapporti di cooperazione nell'ambito della difesa militare e della cooperazione per le missioni di pace tra i due Paesi si è consolidata sempre più.
Già nel luglio 1991 Italia e Cina firmarono un accordo bilaterale di cooperazione per la ricerca e l'utilizzo pacifico dello Spazio, mentre il 28 novembre 1996 la Marina italiana e la Marina dell'esercito popolare di liberazione tennero la prima esercitazione congiunta nelle acque al largo di Shanghai.
Nel 2003, il ministro della Difesa cinese Cao Gangchuan e l'allora viceministro della Difesa italiano Salvatore Cicu espressero la loro speranza in una più stretta cooperazione militare tra i due paesi.
Nel febbraio 2005, su invito del Capo di Stato Maggiore cinese, generale Liang Guanglie, il Capo di Stato Maggiore della Difesa italiano, ammiraglio Giampaolo Di Paola, compì la prima visita ufficiale in Cina.

## Scambi culturali
È negli anni '50 del XX secolo che iniziarono i primi rapporti a livello culturale fra i due paesi. La prima visita in tal senso da parte di un funzionario cinese risale al 1955, in occasione dell'arrivo in Italia di Zhang Zhixiang, vice ministro della cultura della Cina.
Il 6 ottobre 1978, a Roma, Huang Hua, Ministro degli Affari Esteri Cinese e Arnaldo Forlani, Ministro degli Affari Esteri Italiano siglarono un accordo bilaterale di collaborazione culturale fra i due paesi, adottando un programma biennale esecutivo di cooperazione culturale, scientifica e tecnica.
Da allora, regolarmente, vengono adottati programmi di scambi culturali tra Cina e Italia ogni 2-4 anni.

## Visite di Stato

### 2004
Nel dicembre del 2004 il presidente della Repubblica Carlo Azeglio Ciampi si reca in visita di Stato seguito da una nutrita delegazione di industriali.

### 2006
Nel settembre 2006, l'allora presidente del consiglio italiano Romano Prodi si recò in visita ufficiale in Cina accompagnato da i ministri Rosy Bindi, Emma Bonino, Antonio Di Pietro e Fabio Mussi. La delegazione italiana fu ricevuta a Pechino dal premier cinese Wen Jiabao e successivamente dal presidente Hu Jintao. Furono firmati accordi riguardanti la ricerca, lo scambio di studenti universitari e ricercatori, le adozioni e il commercio. La visita proseguì nelle città di Nanchino, Canton, Shanghai e Tianjin.

### 2008
Il 24 ottobre 2008 la delegazione del Governo Berlusconi III volò in Cina, dopo aver incontrato i vertici dell'imprenditoria e dell'industria italiana nel corso di una sontuosa cena a Villa Madama.

### 2009
Il livello diplomatico delle relazioni tra le due repubbliche raggiunge uno dei punti di massimo rilievo il 6 luglio 2009, in occasione della visita ufficiale in Italia di Hu Jintao, presidente della Repubblica Popolare Cinese. Seppur contestato per via di alcune scelte nella politica cinese interna ed estera non condivise da alcune parti dell'opinione pubblica italiana, la presenza di Hu Jintao in Italia ha consolidato definitivamente la partnership economica tra Roma e Pechino. Il presidente cinese, che in tale occasione prese parte alla riunione del G8 a L'Aquila incontrò il presidente Giorgio Napolitano e tutte le più alte cariche di stato italiane, firmando nove accordi bilaterali di cooperazione e sviluppo. Furono circa trecento le delegazioni di altrettante aziende cinesi giunte in Italia in occasione di tale visita.

### 2010
Nell'ottobre 2010 il presidente della Repubblica Italiana, Giorgio Napolitano ha compiuto una visita di Stato nella Repubblica Popolare Cinese, recandosì in diverse città. A Pechino Napolitano è stato ricevuto dal presidente Hu Jintao e successivamente ha pronunciato un discorso nell'Aula Magna della Scuola Centrale del Partito Comunista Cinese, incentrato sul tema dei rapporti fra Italia, Cina e Unione Europea. Tra le cariche istituzionali cinesi incontrate da Napolitano vi sono state il presidente del Congresso nazionale del popolo, Wu Bangguo, e il primo ministro, Wen Jiabao.
A Shanghai, il presidente italiano è stato ricevuto dal sindaco Han Zheng, visitando i padiglioni cinese ed italiano presso l'Expo 2010. Napolitano ha proseguito il suo viaggio per Hong Kong e Macao, dove ha incontrato i vertici delle due regioni amministrative speciali.

### 2019
Il 23 marzo 2019 Il Vice Presidente del Consiglio Luigi Di Maio e il Presidente della National Development and Reform Commission He Lifeng hanno firmato tre Memorandum d’Intesa sulla Belt and Road Initiative, sul Commercio elettronico e sulle Startup, al fine di migliorare le relazioni economico-commerciali tra Italia e Cina.